# مصطفى غريب
مصطفى غريب (مواليد 23 أكتوبر 1995) هو ممثل مصري، اشتهر بدور العترة في مسلسل الكبير أوي 6.

## مشواره
ولد في 23 أكتوبر 1995، ترك دراسته الجامعية بعد عامين، ليلتحق بالمعهد العالي للفنون المسرحية قسم إخراج وتمثيل.حصل على جائزة أفضل ممثل على مستوى جميع المعاهد المتخصصة في العالم عام 2018 عن دوره في مسرحية "دراما الشحاذين" إنتاج أكاديمية الفنون عام 2018.

## أعماله

### الأفلام
- 2023: المطاريد
- 2023: ابن الحاج أحمد
- 2023: العميل صفر ( بدور نونو )
- 2023: شوجر دادي

- 2023: رهبة
- 2023: وش في وش
- 2024: اللعب مع العيال
- 2024: إكس مراتي
- 2025: الشاطر
- 2025: درويش

### المسلسلات
- 2018: أرض النفاق
- 2019: سوبر ميرو بدور مجلي
- 2020: قوت القلوب بدور منجي
- 2020: قوت القلوب ج2 بدور منجي
- 2020: فلانتينو بدور باتمان
- 2021: موسى
- 2022: راجعين يا هوى بدور بودي
- 2022: الكبير أوي 6 بدور العترة
- 2023: أولاد عابد
- 2023: الكبير أوي 7 بدور العترة
- 2024: اشغال شقة بدور عربي
- 2025: أشغال شقة جدا بدور عربي
- 2025: بريستيج

### المسرحيات
- 2019: دراما الشحاتين
- 2020: موضوع حساس
- 2022: حتي لا يطير الدكان
- 2022: الوش التاني
- 2022: هادي فالنتاين

## وصلات خارجية
- مصطفى غريب على موقع IMDb (الإنجليزية)
- مصطفى غريب على موقع قاعدة بيانات الأفلام العربية
- مصطفى غريب على موقع قاعدة بيانات الفيلم (الإنجليزية)
- مصطفى غريب على موقع ليتربوكسد (الإنجليزية)